# Rodoald
Rodoald (né c. 626 - mort en 653) est roi des Lombards d'Italie de 652 à 653.

## Biographie
Rodoald succède au roi Rothari, son père, en 652. Pour peu de temps car il est assassiné au bout de cinq mois de règne (653) ; selon Paul Diacre, il est tué par un Lombard dont il avait séduit la femme.
Bien qu'étant probablement arien comme son père, il avait épousé la princesse lombarde catholique Gondeberge, fille du roi Agilulf et de la reine Théodelinde. Paul Diacre nous dit que Gondeberge fut accusée d'adultère et un serviteur du roi, Carellus, lui demanda la permission de se battre avec l'accusateur, pour soutenir la chasteté de la reine. Carellus combattit en présence de tout le peuple, fut vainqueur et rendit par-là à la reine Gondeberge toute sa dignité première.

## Sources primaires
- Paul Diacre, Histoire des Lombards, Livre IV.